# Algorithmus von Ford und Fulkerson
Der Algorithmus von Ford und Fulkerson ist ein Algorithmus aus dem mathematischen Teilgebiet der Graphentheorie zur Bestimmung eines maximalen Flusses in einem Flussnetzwerk mit rationalen Kapazitäten. Er wurde nach seinen Erfindern L.R. Ford Jr. und D.R. Fulkerson benannt.
Die Anzahl der benötigten Operationen hängt vom Wert des maximalen Flusses ab und ist im Allgemeinen nicht polynomiell beschränkt.
Weiterentwicklungen führten zum Algorithmus von Edmonds und Karp und dem Algorithmus von Dinic.

## Wirkungsprinzip
Der Algorithmus beruht auf der Idee, einen Weg von der Quelle zur Senke zu finden, entlang dessen der Fluss weiter vergrößert werden kann, ohne die Kapazitätsbeschränkungen der Kanten zu verletzen. Ein solcher Weg wird auch als augmentierender Pfad bezeichnet. Durch Wiederholung können die Flüsse entlang mehrerer solcher Wege zu einem noch größeren Gesamt-Fluss zusammengefasst werden. Wird stets der kürzeste Weg gewählt, ergibt sich der Edmonds-Karp-Algorithmus.
Damit auf diese Weise tatsächlich stets der maximale Fluss gefunden werden kann, muss auch zugelassen werden, dass der Weg Kanten des Netzwerkes in umgekehrter Richtung folgt und für diese Kanten den Fluss wieder reduziert (sog. Rückkanten, s. u.). In der Analogie einer realen Flüssigkeitsbewegung bspw. durch ein Rohrleitungs-Netzwerk entspricht das der Idee, dass man anstatt einen Teil der durch eine Leitung fließenden Flüssigkeit wieder zurückzuschicken auch einfach von vornherein eine entsprechende Menge weniger durch diese Leitung schicken kann.

## Formale Beschreibung
Gegeben sei ein Netzwerk {\displaystyle N=(G,c,s,t)}, bestehend aus einem endlichen, gerichteten Graphen {\displaystyle G=(V,E)} mit einer Quelle {\displaystyle s\in V}, einer Senke {\displaystyle t\in V} und einer Kapazitätsfunktion {\displaystyle c\colon E\to \mathbb {R} _{\geq 0}}, die jeder Kante {\displaystyle e} eine nichtnegative reelle Zahl {\displaystyle c(e)} als Kapazität zuordnet.
Der Algorithmus verändert in jedem Durchlauf einen s-t-Fluss im Netzwerk {\displaystyle N}, also eine Abbildung {\displaystyle f\colon E\to \mathbb {R} _{\geq 0}} mit den Eigenschaften
- Kapazitätsbeschränkung: Für jede Kante {\displaystyle e} ist der Fluss durch {\displaystyle 0\leq f(e)\leq c(e)} beschränkt.
- Flusserhaltung: Für jeden Knoten {\displaystyle x\in V\setminus \{s,t\}} gilt:
{\displaystyle \sum _{e\in \delta ^{+}(x)}f(e)=\sum _{e\in \delta ^{-}(x)}f(e)}.

Hierbei bezeichnet {\displaystyle \delta ^{+}(x)} die Menge der aus {\displaystyle x} hinausführenden Kanten und {\displaystyle \delta ^{-}(x)} die Menge der in {\displaystyle x} hineinführenden Kanten. Der in einen Knoten eingehende Fluss muss also gleich dem ausgehenden Fluss sein.
Der Algorithmus sucht in jedem Schritt einen Weg von {\displaystyle s} nach {\displaystyle t} im Residualgraphen. Der Residualgraph {\displaystyle G_{f}} teilt sich mit {\displaystyle G} dieselbe Knotenmenge und enthält die Kanten von {\displaystyle G}, die von {\displaystyle f} nicht ausgelastet sind, ergänzt um sogenannte Rückkanten: Für jede Kante {\displaystyle e=(v,w)\in E} mit {\displaystyle f(e)>0} enthält {\displaystyle E_{G_{f}}} jeweils zusätzlich eine Rückkante {\displaystyle {\overleftarrow {e}}=(w,v)}. Formal gilt also:
{\displaystyle G_{f}=(V,\{e\in E\mid f(e)<c(e)\}{\dot {\cup }}\{{\overleftarrow {e}}\mid \exists e\in E:e=(v,w)\ \land \ f(e)>0\ \land \ {\overleftarrow {e}}=(w,v)\})}
Dazu werden Residualkapazitäten {\displaystyle c_{f}} definiert, die jeder Kante {\displaystyle e\in E} zuordnen, um wie viel der Fluss {\displaystyle f} auf {\displaystyle e} noch erhöht werden kann, und jeder Rückkante {\displaystyle {\overleftarrow {e}}\in E_{G_{f}}\setminus E} zuordnen, um wie viel der Fluss auf der zugehörigen Hinkante {\displaystyle e\in E} verringert werden kann. Also formal:
{\displaystyle c_{f}(e)={\begin{cases}c(e)-f(e)&{\text{wenn }}e\in E\\f(g)&{\text{wenn }}e={\overleftarrow {g}}{\text{ die Rückkante der Kante }}g{\text{ ist.}}\end{cases}}}
Zur Initialisierung kann ein beliebiger Fluss verwendet werden (auch der Nullfluss, der jeder Kante {\displaystyle e} den Wert 0 zuordnet). Der Algorithmus beschreibt sich wie folgt:
1. (Initialisierung mit Nullfluss:) Setze {\displaystyle f(e):=0} für jede Kante {\displaystyle e\in E}.
2. Solange es im Residualgraphen {\displaystyle G_{f}} einen Weg von {\displaystyle s} nach {\displaystyle t} gibt, bestimme einen solchen Weg {\displaystyle W} und tue:
Bestimme {\displaystyle \gamma :=\min\{c_{f}(e)\mid e\in E_{W}\}}.
Für alle {\displaystyle e\in E_{W}\cap E} setze: {\displaystyle f(e):=f(e)+\gamma }.
Für alle {\displaystyle {\overleftarrow {e}}\in E_{W}\setminus E} setze für die zugehörige Hinkante {\displaystyle e}: {\displaystyle f(e):=f(e)-\gamma }.

Sind alle Kapazitäten rational, berechnet der Algorithmus nach endlich vielen Schritten einen maximalen s-t-Fluss.

## Beispiel
| {\displaystyle e\in E} | {\displaystyle c(e)} |
| su                     | 4                    |
| ut                     | 1                    |
| sv                     | 2                    |
| vt                     | 6                    |
| uv                     | 3                    |

| {\displaystyle e\in E} | {\displaystyle f(e)} |
| su                     | 0                    |
| ut                     | 0                    |
| sv                     | 0                    |
| vt                     | 0                    |
| uv                     | 0                    |

| {\displaystyle e\in E} | {\displaystyle c_{f}(e)} | {\displaystyle c_{f}({\overleftarrow {e}})} |
| su                     | 4                        |                                             |
| ut                     | 1                        |                                             |
| sv                     | 2                        |                                             |
| vt                     | 6                        |                                             |
| uv                     | 3                        |                                             |

| {\displaystyle e\in E} | {\displaystyle f(e)} |
| su                     | 3                    |
| ut                     | 0                    |
| sv                     | 0                    |
| vt                     | 3                    |
| uv                     | 3                    |

| {\displaystyle e\in E} | {\displaystyle c_{f}(e)} | {\displaystyle c_{f}({\overleftarrow {e}})} |
| su                     | 1                        | 3                                           |
| ut                     | 1                        |                                             |
| sv                     | 2                        |                                             |
| vt                     | 3                        | 3                                           |
| uv                     |                          | 3                                           |

| {\displaystyle e\in E} | {\displaystyle f(e)} |
| su                     | 3                    |
| ut                     | 1                    |
| sv                     | 1                    |
| vt                     | 3                    |
| uv                     | 2                    |

| {\displaystyle e\in E} | {\displaystyle c_{f}(e)} | {\displaystyle c_{f}({\overleftarrow {e}})} |
| su                     | 1                        | 3                                           |
| ut                     |                          | 1                                           |
| sv                     | 1                        | 1                                           |
| vt                     | 3                        | 3                                           |
| uv                     | 1                        | 2                                           |

| {\displaystyle e\in E} | {\displaystyle f(e)} |
| su                     | 4                    |
| ut                     | 1                    |
| sv                     | 1                    |
| vt                     | 4                    |
| uv                     | 3                    |

| {\displaystyle e\in E} | {\displaystyle c_{f}(e)} | {\displaystyle c_{f}({\overleftarrow {e}})} |
| su                     |                          | 4                                           |
| ut                     |                          | 1                                           |
| sv                     | 1                        | 1                                           |
| vt                     | 2                        | 4                                           |
| uv                     |                          | 3                                           |

| {\displaystyle e\in E} | {\displaystyle f(e)} |
| su                     | 4                    |
| ut                     | 1                    |
| sv                     | 2                    |
| vt                     | 5                    |
| uv                     | 3                    |

| {\displaystyle e\in E} | {\displaystyle c_{f}(e)} | {\displaystyle c_{f}({\overleftarrow {e}})} |
| su                     |                          | 4                                           |
| ut                     |                          | 1                                           |
| sv                     |                          | 2                                           |
| vt                     | 1                        | 5                                           |
| uv                     |                          | 3                                           |

## Korrektheit
Ford und Fulkerson konnten beweisen, dass ein s-t-Fluss {\displaystyle f} in einem Netzwerk {\displaystyle N} genau dann maximal ist, wenn es keinen augmentierenden Pfad gibt, d. h., wenn das Restnetzwerk {\displaystyle N_{f}} keinen Pfad von {\displaystyle s} nach {\displaystyle t} besitzt. Daher gilt:
Falls der Algorithmus von Ford und Fulkerson zum Stehen kommt, ist ein maximaler s-t-Fluss gefunden.
Dabei muss der maximale s-t-Fluss nicht eindeutig bestimmt sein.
Bei der Durchführung des Algorithmus vergrößert sich der betrachtete Fluss mit jedem Schritt. Daraus folgt eine wichtige Tatsache für ganzzahlige Netzwerke:
Sind alle Kapazitäten des gegebenen Netzwerks nichtnegative ganze Zahlen, so kommt der Algorithmus von Ford und Fulkerson nach endlich vielen Schritten zum Stehen und liefert einen maximalen s-t-Fluss, der außerdem ganzzahlig ist.
Sind alle Kapazitäten rationale Zahlen, so erhält man durch Multiplikation mit dem Hauptnenner ein ganzzahliges Netzwerk, und kann so die folgende Aussage beweisen:
Sind alle Kapazitäten des gegebenen Netzwerks nichtnegative rationale Zahlen, so kommt der Algorithmus von Ford und Fulkerson nach endlich vielen Schritten zum Stehen und liefert einen maximalen s-t-Fluss, der außerdem nur rationale Werte hat.
Falls irrationale Zahlen als Kapazitäten vorkommen, gilt das nicht mehr: Ford und Fulkerson konstruierten ein Beispiel eines Netzwerkes mit 10 Knoten und 48 Kanten, bei dem ihr Algorithmus bei geeigneter Auswahl der augmentierenden Pfade nicht zum Stehen kommt und auch nicht gegen einen maximalen Fluss konvergiert. Im Jahr 1995 fand Uri Zwick ein Beispiel mit 6 Knoten und 8 Kanten und einem derartigen Verhalten.

## Laufzeit
Der Algorithmus von Ford und Fulkerson findet einen maximalen Fluss (sofern er terminiert) in {\displaystyle {\mathcal {O}}(MN(|V(G)|+|E(G)|))} Rechenschritten (siehe Landau-Notation), wobei {\displaystyle |V(G)|} die Anzahl der Knoten des Netzwerkes, {\displaystyle |E(G)|} die Anzahl der Kanten des Netzwerkes, {\displaystyle {\tfrac {M}{N}}} den Wert des maximalen Flusses und {\displaystyle N} den Hauptnenner der Kapazitäten bezeichnen. Sind die Kantengewichte irrational, so kann es auftreten, dass der Algorithmus nicht terminiert.

Beispiel für einen ungünstigen Graphen

Einerseits benötigt jeder Schleifendurchlauf des Algorithmus lediglich {\displaystyle {\mathcal {O}}(|V(G)|+|E(G)|)} Operationen, aber andererseits hängt die benötigte Anzahl der Schleifendurchläufe von der Größe der Kapazitäten ab. Es ist möglich, die flussvergrößernden Pfade sehr ungünstig zu wählen. Das kann man sich am Beispiel links verdeutlichen: der Algorithmus kann in diesem Beispiel in jedem Schritt einen Weg über die mittlere Kante (ggf. als Rückwärtskante) wählen und den Gesamt-Fluss dadurch nur um 1 erhöhen.
Wählt man in jedem Schritt immer einen kürzesten augmentierenden Pfad zur Vergrößerung des Flusses, so erhält man den Algorithmus von Edmonds und Karp, der stets in Laufzeit {\displaystyle {\mathcal {O}}(|V(G)|\cdot |E(G)|^{2})} einen maximalen s-t-Fluss konstruiert. Eine weitere Verbesserung mit Hilfe zusätzlicher Techniken bringt der Algorithmus von Dinic mit einer (worst-case)-Komplexität von {\displaystyle {\mathcal {O}}(|V(G)|^{2}\cdot |E(G)|)}.

## Pseudocode
```
Eingabe: Ursprungsgraph

Ausgabe: Graph mit maximalem Fluss

Berechne Restgraph aus Ursprungsgraph

Solange es einen Erweiterungspfad im Restgraph gibt:

	Restkapazität = Minimum( Restkapazität der Kante für jede Kante des Erweiterungspfades )

	Für jede Kante des Erweiterungspfades:

		Falls Kante in Ursprungsgraph:

			Fluss( Kante ) = Fluss( Kante ) + Restkapazität

		Sonst:

			Fluss( umgekehrte Kante ) = Fluss( umgekehrte Kante ) - Restkapazität

```